# Polyacanthia flavipes
Polyacanthia flavipes là một loài bọ cánh cứng trong họ Cerambycidae.